# Araguacema
Araguacema är en kommun i Brasilien.   Den ligger i delstaten Tocantins, i den centrala delen av landet, 800 km norr om huvudstaden Brasília. Antalet invånare är 6 317.
Omgivningarna runt Araguacema är huvudsakligen savann. Trakten runt Araguacema är nära nog obefolkad, med mindre än två invånare per kvadratkilometer.